# Olena Shekhovtsova
Olena Shekhovtsova Bobrovnyk (transliteração em ucraniano: ОленаШеховцова Бобровник, Kiev, 31 de maio de 1972) é uma atleta de salto em distância ucraniana. Representou a Ucrânia em duas edições dos Jogos Olímpicos: 1996 e 2000.

## Biografia
Olena nasceu em Kiev, no ano de 1972, ainda no contexto da República Socialista Soviética da Ucrânia, momento em que a Ucrânia era parte integrante da União Soviética.
A atleta integrou a equipe ucraniana que representou o país nos Jogos Olímpicos de Verão de 1996, realizados em Atalanta nos Estados Unidos.   Na edição, disputou na categoria de salto em distância, onde alcançou a marca de 6.70m na fase qualificatórias e na fase final, 6.97m o que garantiu a Shekhovtsova o quinto lugar da competição.
No ano seguinte, participou de duas competições. No Campeonato Mundial de Atletismo de 1997, realizado em Atenas, na Grécia, alcançou o décimo quarto lugar na competição após saltar 6.52 m. Também em 1997, conseguiu a consagração no Universíada de Verão realizado em Catania, na Itália. Na competição alcançou 6.78m superando a também ucraniana Viktoriya Vershynina e a romena Cristina Nicolau.
Em 1998, retornou ao Campeonato da Europa de Atletismo, realizado em Budapeste na Hungria. Na edição, alcançou 6.46m na fase qualificatória, não avançando para a fase final, vindo a ocupar o décimo sexto lugar.
Shekhovtsova novamente viveu a consagração no Universíada de Verão, dessa vez na edição de 1999, realizada na cidade de Palma de Maiorca, na Espanha. Na edição, a atleta venceu após atingir a marca de 6.92m de distância superando a estadunidense Adrien Sawyer e a brasileira Maurren Maggi. No mesmo ano, participou do  Campeonato Mundial de Atletismo de 1999, realizado em Sevilha, na Espanha. Shekhovtsova atingiu a marca de 6.39m na fase classificatória, não conseguindo avançar a fase final.
No ano de 2000, integrou novamente a delegação sueca para os Jogos Olímpicos de Verão realizados em Sydney, na Austrália. Após alcançar a marca de 6.65m, classificou-se em oitavo lugar na fase de classificatória. Na competição final, terminou a competição em décimo primeiro lugar  alcançando a marca de 6.37m. Nesse mesmo ano, ficou em sétimo lugar no Campeonato Europeu de Atletismo em Pista Coberta realizado na Bélgica.
No Campeonato Mundial de Atletismo em Pista Coberta de 2001, realizado em Lisboa, terminou a competição em sétimo lugar com 6.56m.
De acordo com o perfil da atleta no World Athletics, a última competição disputada por Shekhovtsova, ocorreu no ano de 2008 em um campeonato local da Ucrânia realizado em Kiev, capital ucraniana, onde alcançou o quarto lugar após saltar 6.31m.

### Quadro de medalhas
| Ano                    | Competição                                       | Local                     | Posição         | Marcas | Ref.   |
| ---------------------- | ------------------------------------------------ | ------------------------- | --------------- | ------ | ------ |
| Representado a Ucrânia |                                                  |                           |                 |        |        |
| 1996                   | Jogos Olímpicos de Verão                         | Atlanta, Estados Unidos   | 5º lugar        | 6.97   | [ 6 ]  |
| 1997                   | Campeonato Mundial de Atletismo                  | Atenas, Grécia            | 14º lugar       | 6.52   | [ 7 ]  |
| 1997                   | Universíada de Verão                             | Catania, Itália           | Medalha de ouro | 6.78   | [ 9 ]  |
| 1998                   | Campeonato da Europa de Atletismo                | Budapeste, Hungria        | 16º lugar       | 6,46   | [ 10 ] |
| 1999                   | Universíada de Verão                             | Palma de Maiorca, Espanha | Medalha de ouro | 6.92   | [ 12 ] |
| 1999                   | Campeonato Mundial de Atletismo                  | Sevilha, Espanha          | 24º lugar       | 6.39   | [ 14 ] |
| 2000                   | Campeonato Europeu de Atletismo em Pista Coberta | Gante, Bélgica            | 7º lugar        | 6.56   | [ 18 ] |
| 2000                   | Jogos Olímpicos de Verão                         | Sydney, Austrália         | 11º lugar       | 6.37   | [ 17 ] |
| 2001                   | Campeonato Mundial de Atletismo em Pista Coberta | Lisboa, Portugal          | 11º lugar       | 6.32   | [ 19 ] |